# Пайса
Па́йса, пайс (хинди पैसा, гуджарати પૈસા, урду پیسہ) — разменная монета в Индии, Пакистане, Непале и Бангладеш (до 1974 года — в Бутане). Является сотой частью рупии; в Бангладеш пайса (пойша) — сотая часть таки. До введения в Индии в 1957 году десятичной системы пайса составляла 1⁄64 часть рупии.